# Путорана
Путора́на — плато, сильно розчленований гірський масив, розташований на північному заході Середньосибірського плоскогір'я, на півночі Красноярського краю в Росії.

## Географія

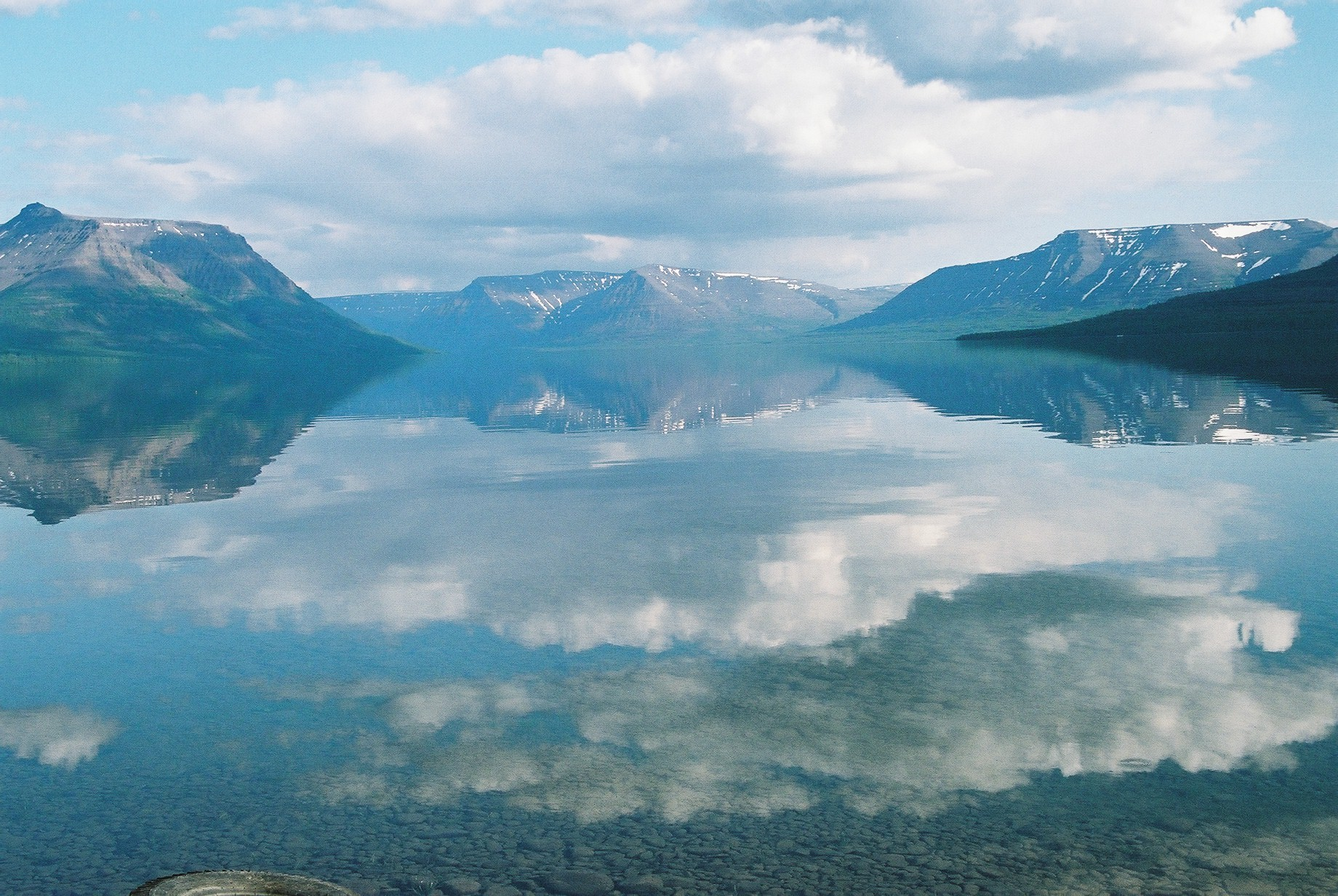
Озеро Лама

На півночі і заході плато обривається крутим уступом (800 і більше метрів), тоді як південна і східна частини характеризуються пологими схилами. Максимальна висота плато — 1701 м, серед найвищих вершин гори Камінь (1701 м), Холокіт (1542 м), Котуйська (1510 м). На півночі плато Путорана межує з Таймирським півостровом.
На території плато розташований Путоранський заповідник, визнаний ЮНЕСКО пам'ятником Світової спадщини.
Адміністративно плато розташоване на північному заході Красноярського краю, займаючи територію Таймирського Долгано-Ненецького та Евенкійського муніципальних районів. Найближчий великий населений пункт — місто Норильськ.

## Фізико-географічна характеристика
Поверхня плато покрита базальтовими лавовими потоками, які часто іменують «сибірськими трапами». Вони зустрічаються по всьому Середньосибірському плоскогір'ї, проте плато Путорана — єдина велика ділянка, що повністю утворена з базальтів. Це друге у світі за величиною плато трапу після плато Декан в Індії.
Близькість базальтових порід призвела до виникнення на північному заході плато значних мідно-нікелєвих рудних родовищ, з одним із найбагатших у світі процентним вмістом видобуваних металів. За характером рельєфу є поєднанням рівного плато з великими ущелинами і долинами, дно яких часто затоплене озерами.

### Озера
- Лама
- Кета

### Річки
- Пясіна
- Хета
- Котуй

## Клімат
Клімат суворий, різко континентальний, проте, в окремих озерних долинах (наприклад озеро Лама) є свій, значно м'якший мікроклімат, захищений від північних вітрів.
Зима холодна (середня температура -30, -36). Зимовий період триває 8-10 місяців і починається у вересні. Позитивна середньомісячна температура спостерігається лише влітку на дні долин.

## Галерея

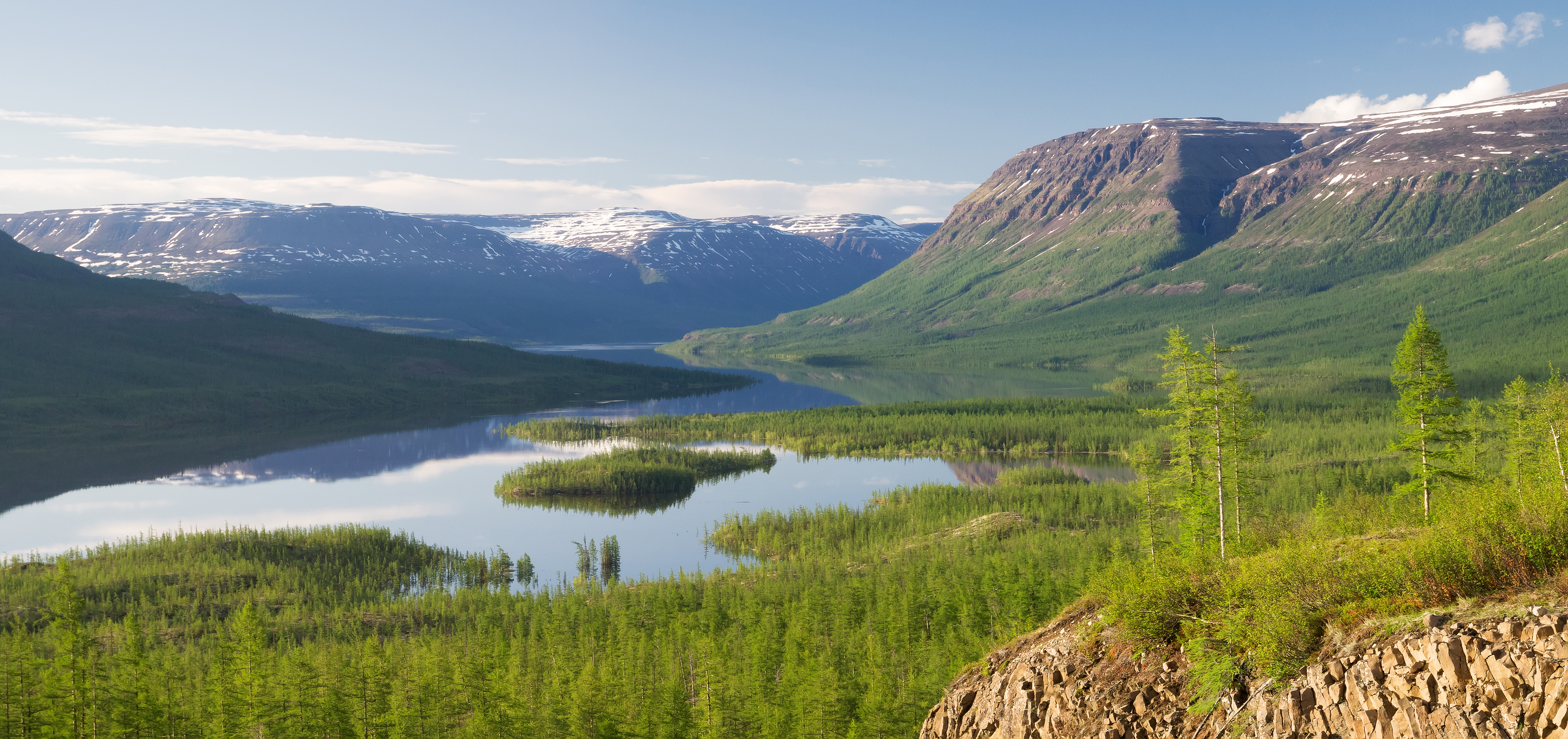
Плато Путорана, озеро Дюпкун
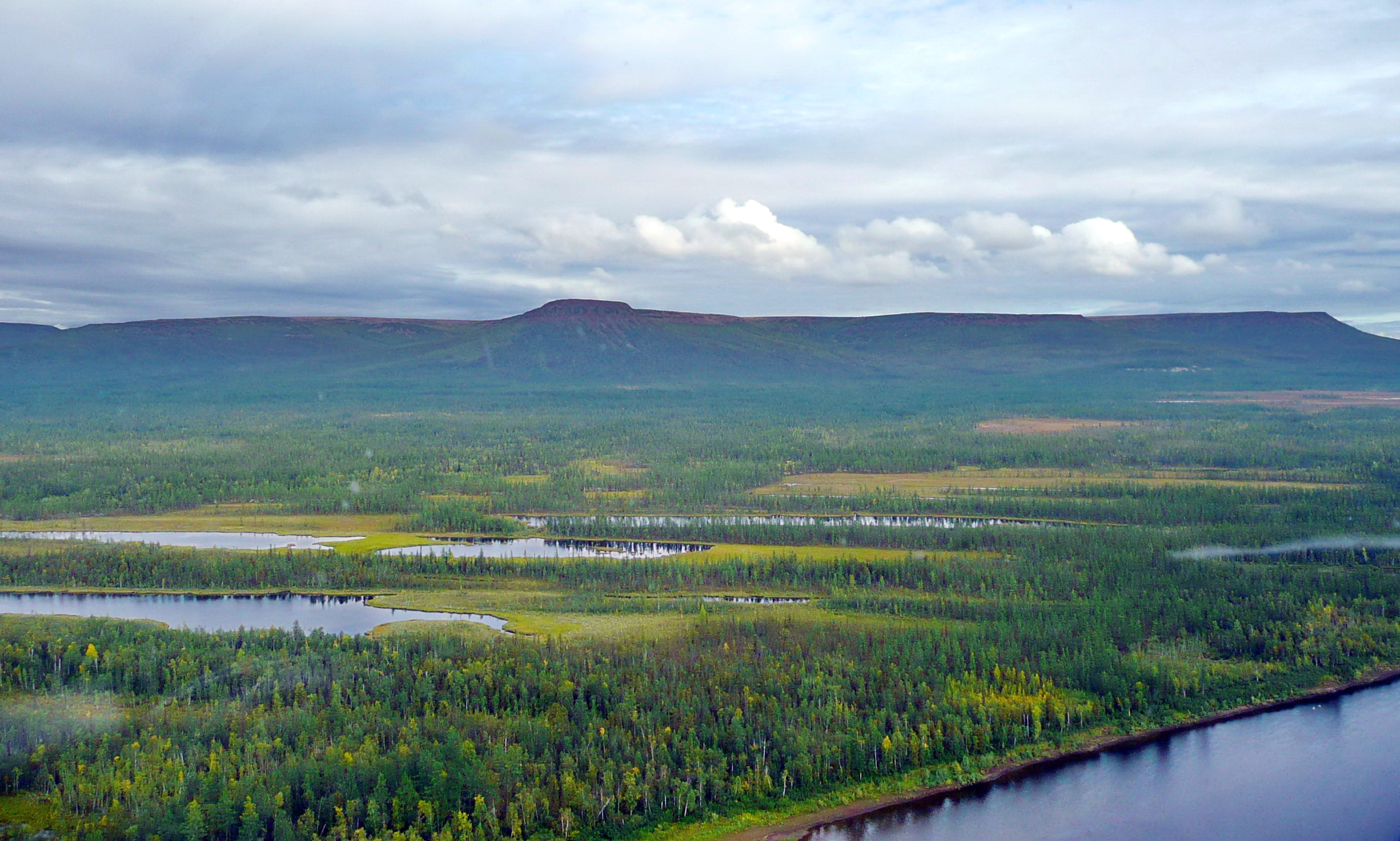
Плато Путорана та річка Нижня Тунгуска
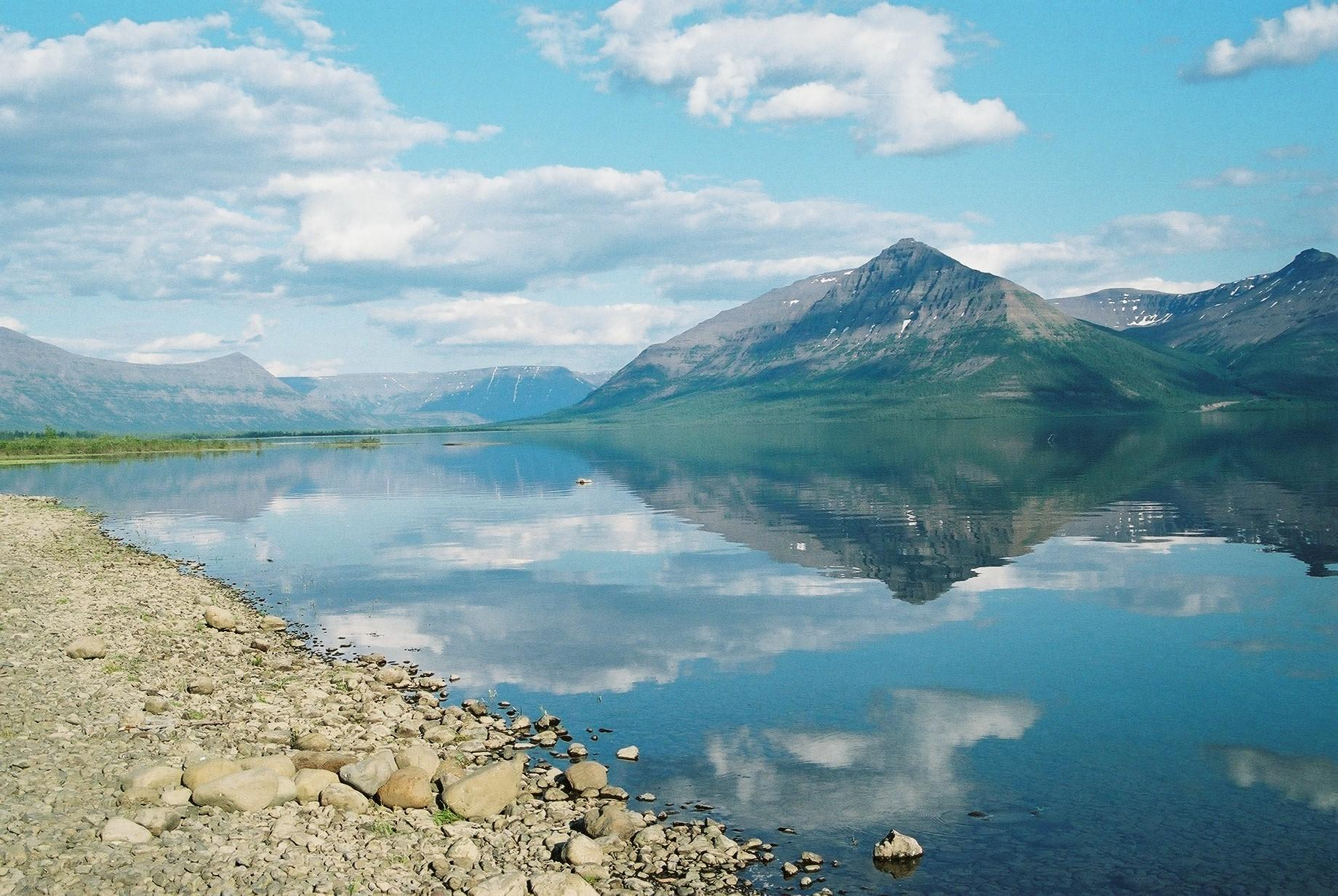
Озеро  Лама
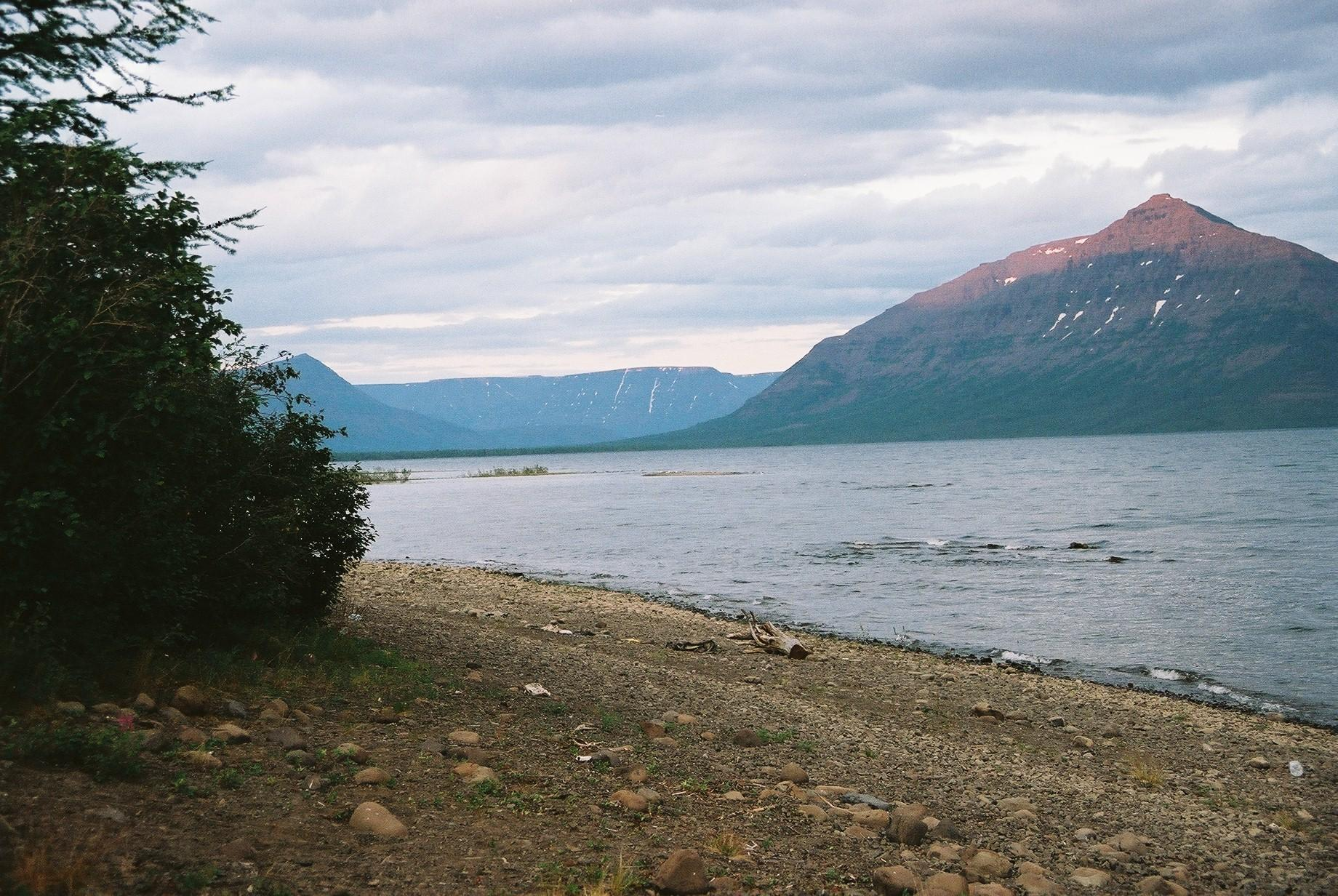
Озеро Лама
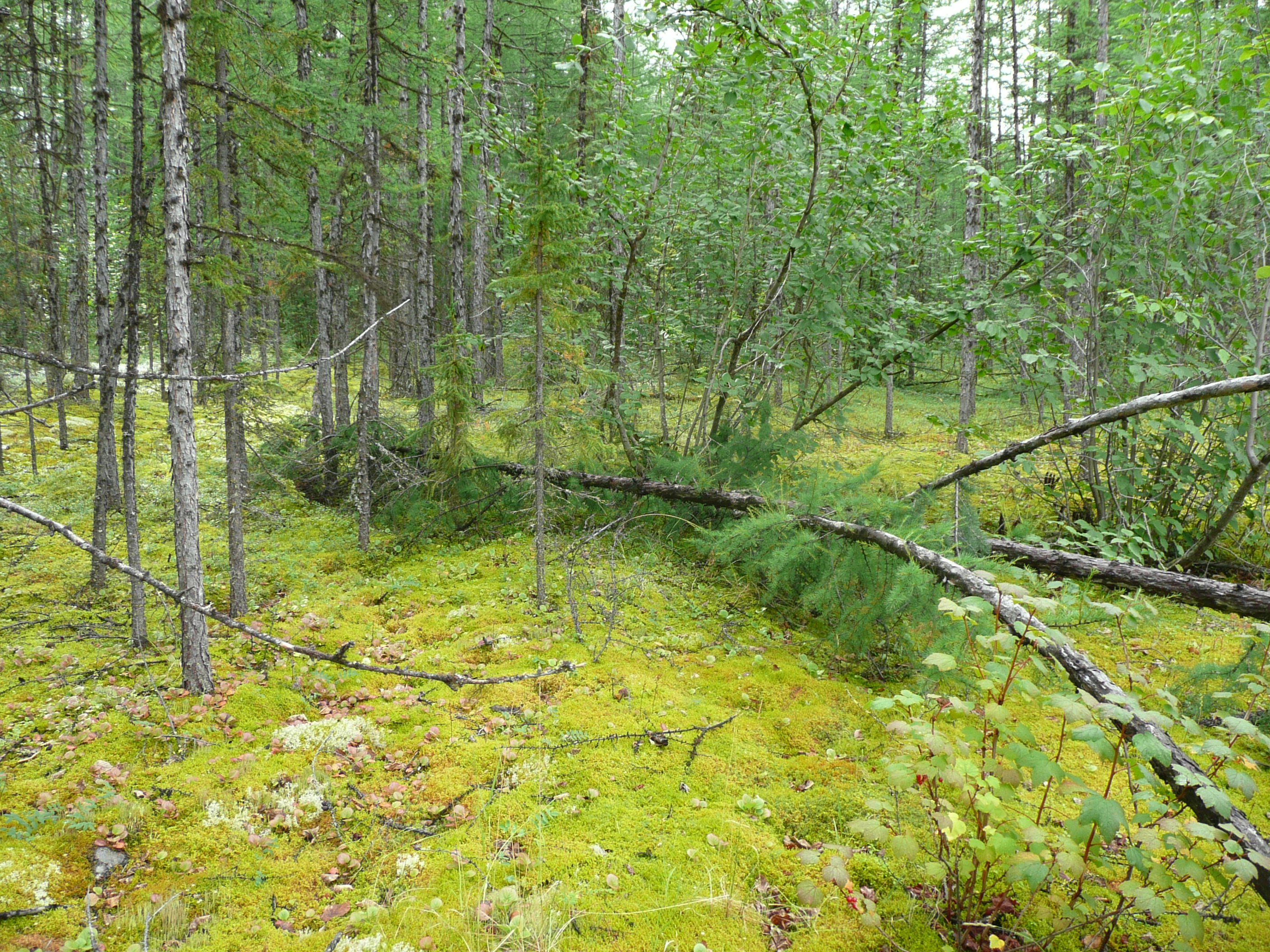
Ліс поблизу річки Нижня Тунгуска
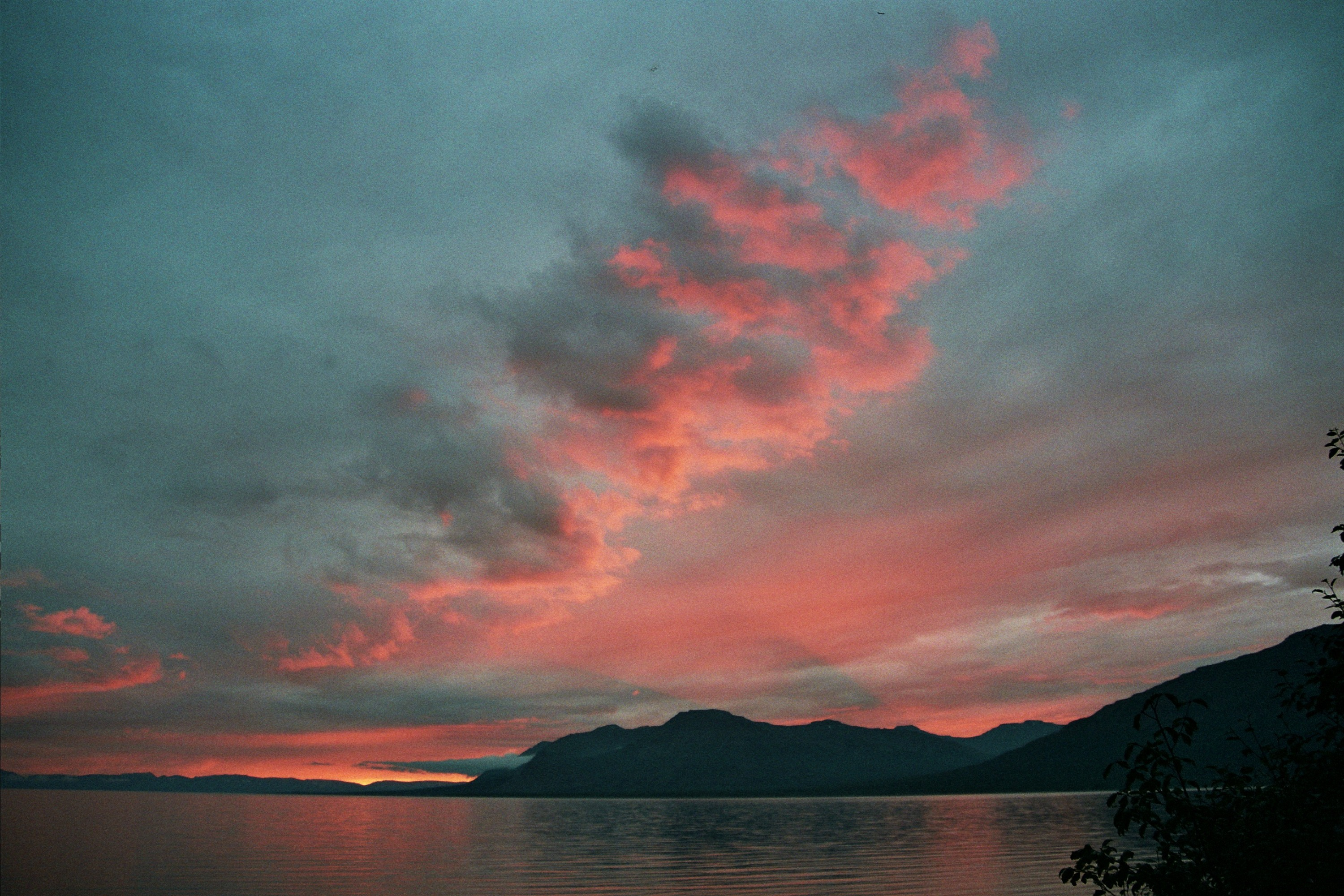
Озеро Лама
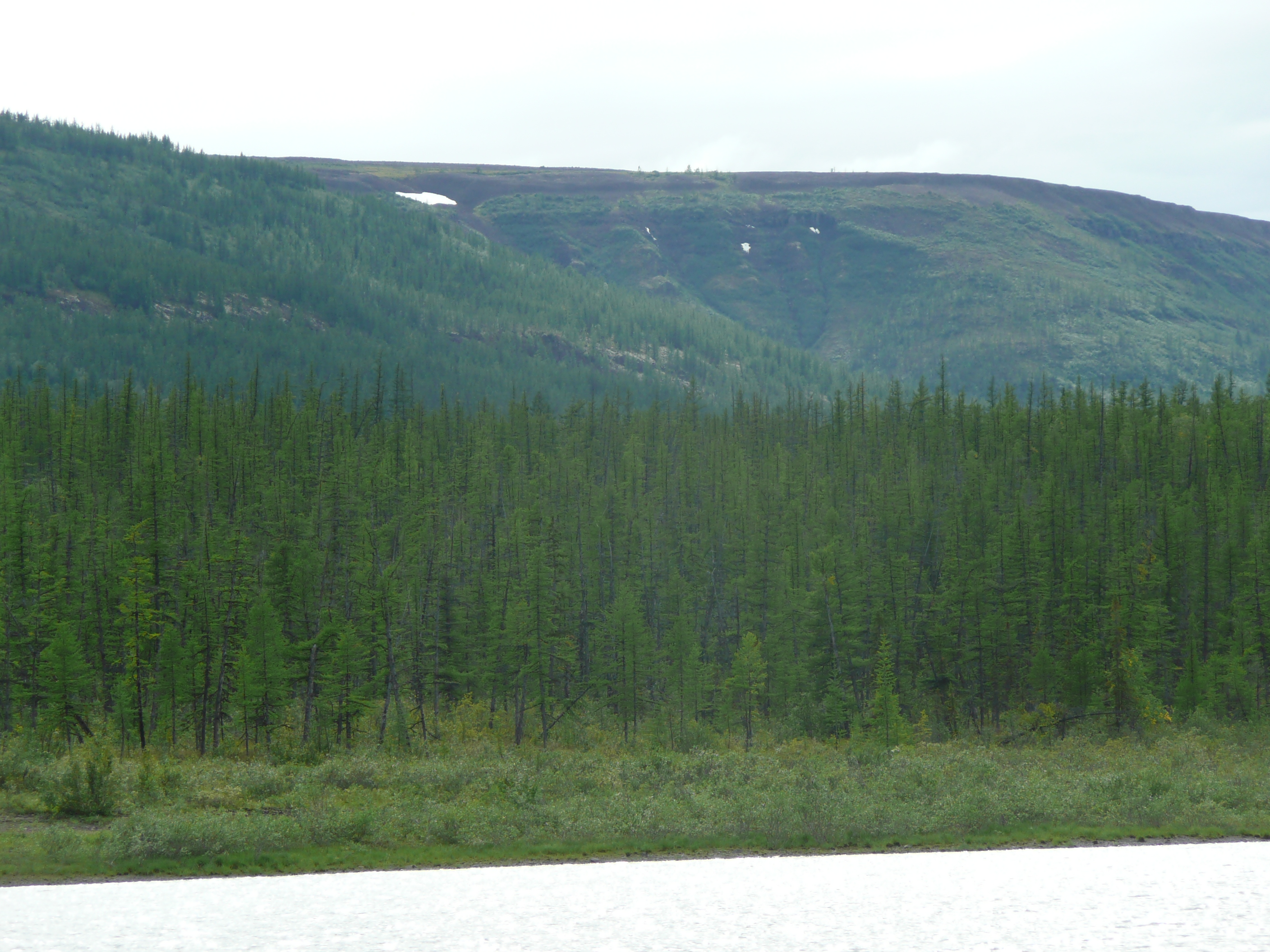
Вид з річки Нижня Тунгуска
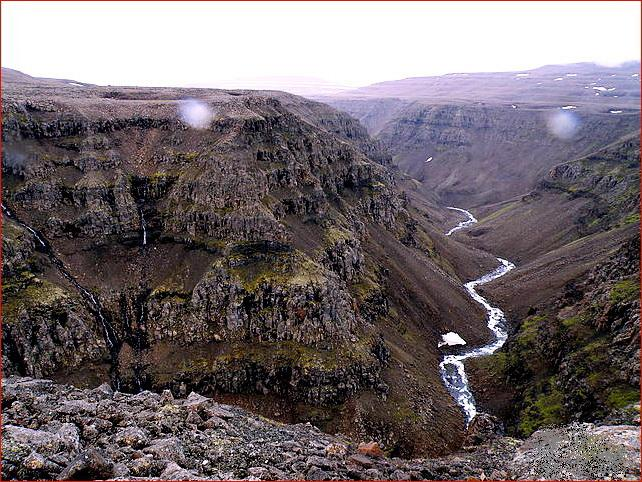
Базальтові скелі
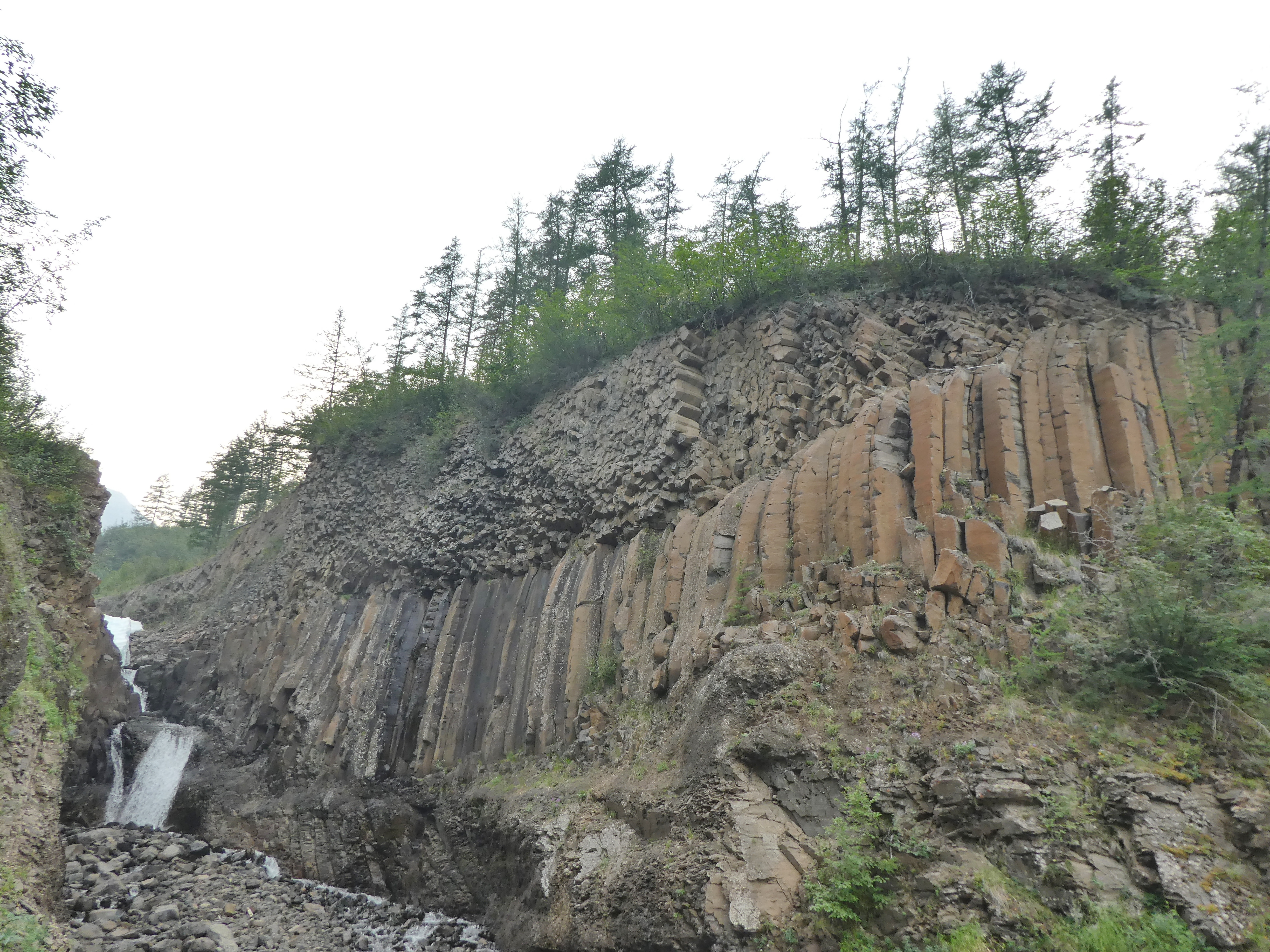
Водоспад на плато Путорана
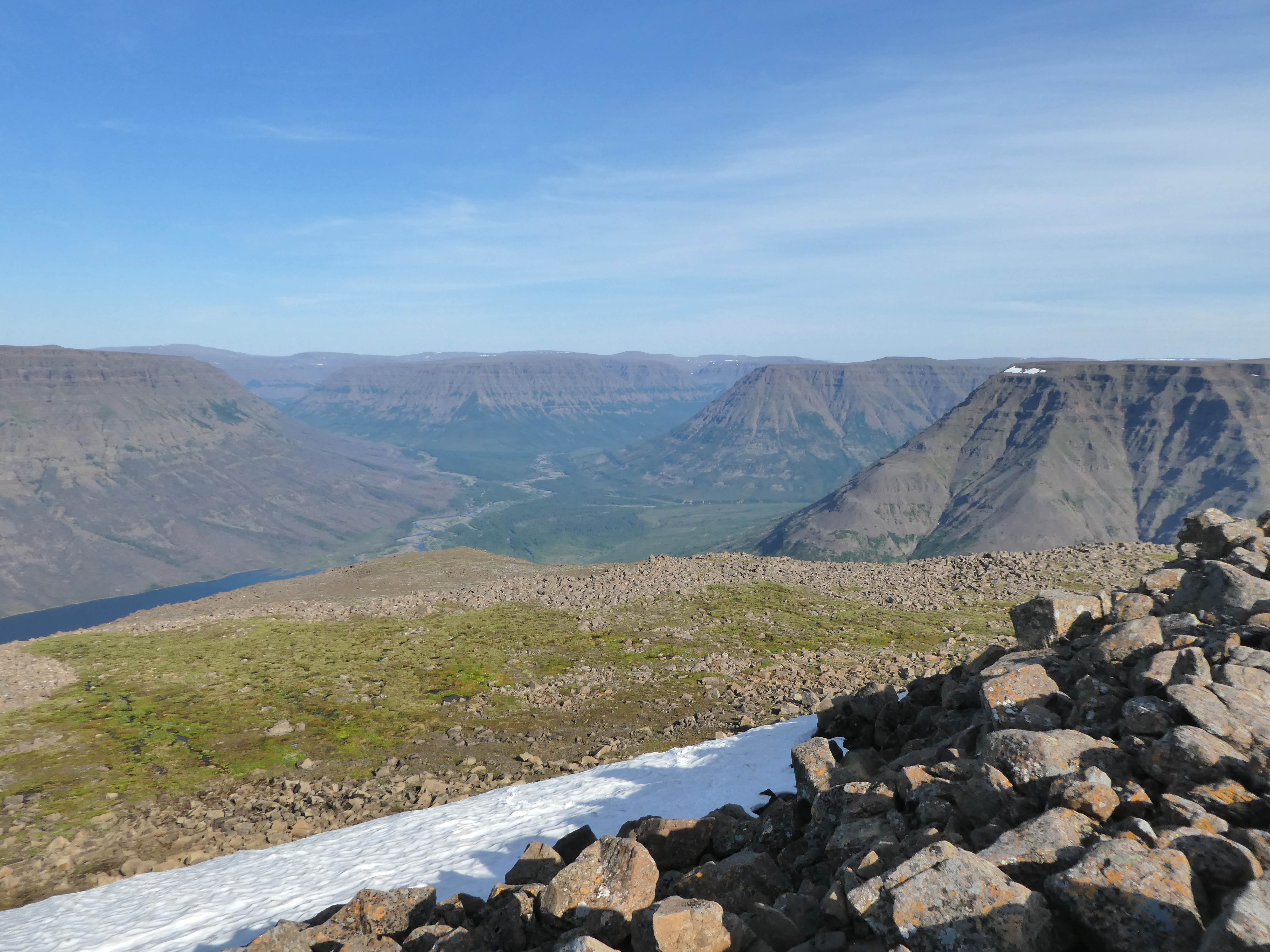
Плато Путорана в районі озера Лама. Вид зверху.
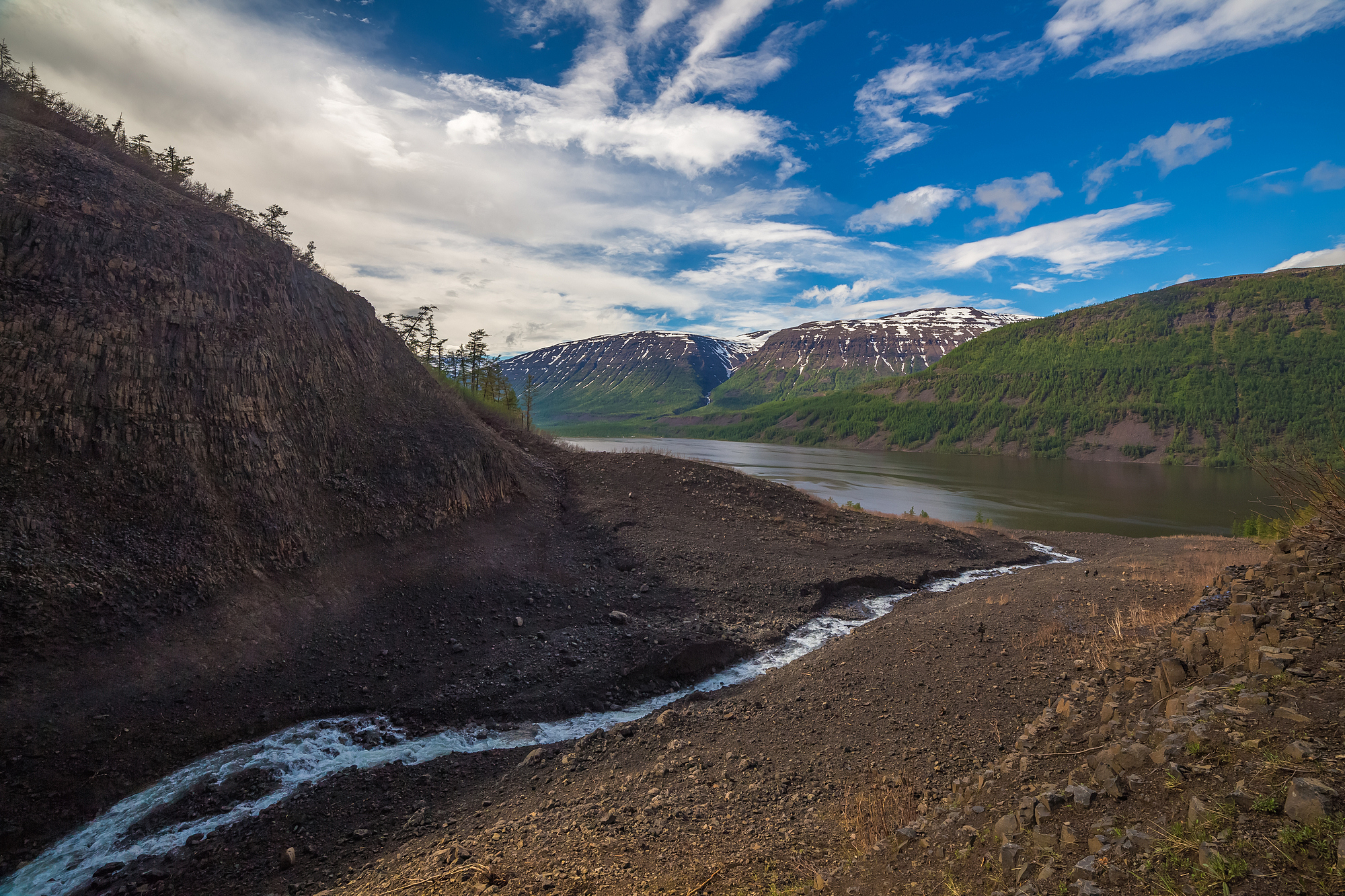
Річка Курейка
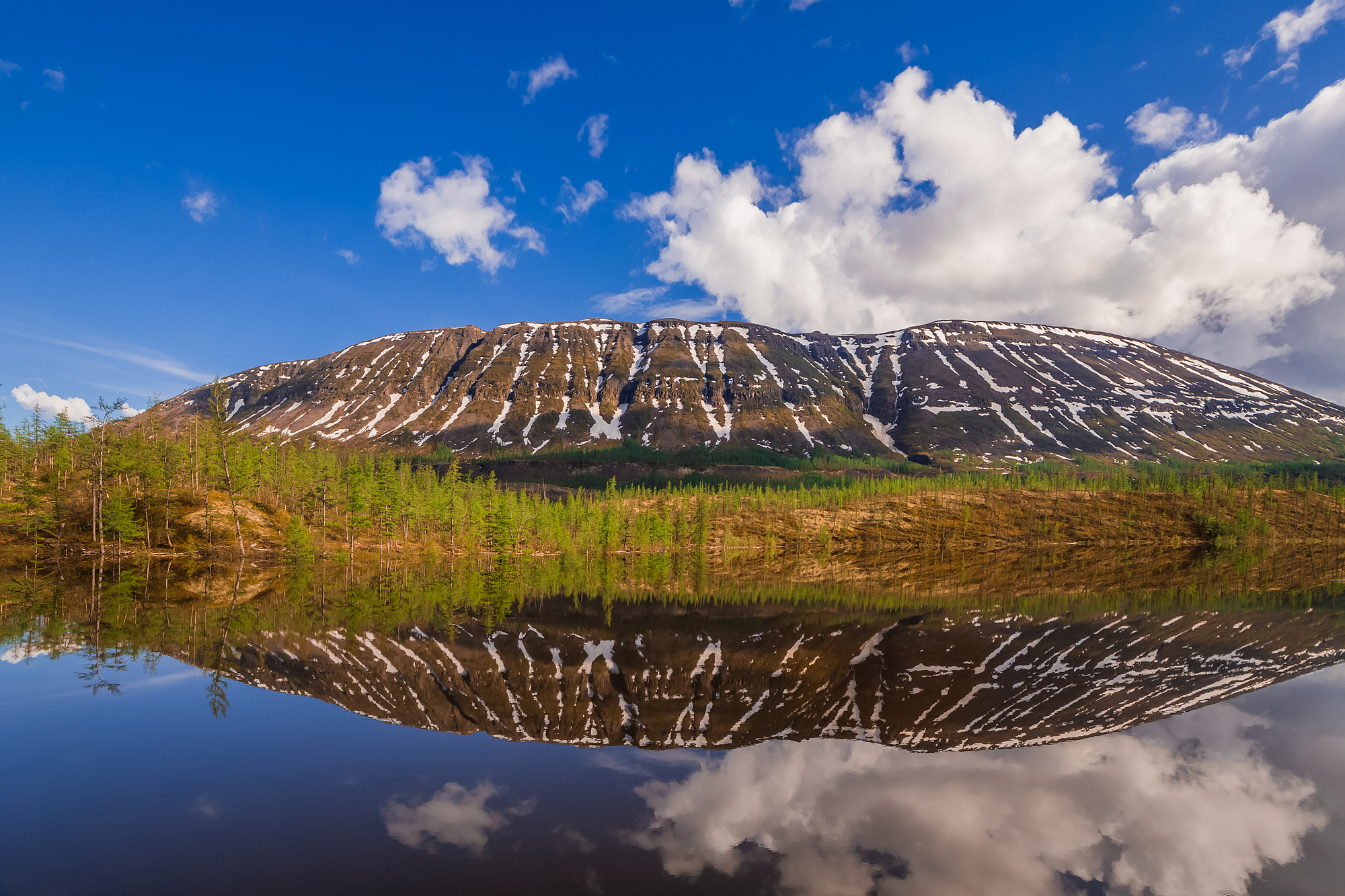
«Заполярна черепаха»